# Autodelta
AutoDelta — итальянская компания, выпускавшая автомобили.

## История
Предприятие под названием «Ауто-Дельта» было зарегистрировано партнёрами Карло Кити и Lodovico Chizzola 5 марта 1953 года в Коммерческой палате города Удина. Партнёры договорились, что Кити станет использовать свой опыт, полученный в «Ferrari», а Chizzola, как дилер Alfa Romeo, предоставит свою материальную базу. «Ауто-Дельта» была переименована в «Аутодельта С.п. А.» в ноябре 1964 года, чтобы своими силами помочь марке Alfa Romeo вернуться в гонки после того, как компания ушла из автоспорта в начале 1950-х.

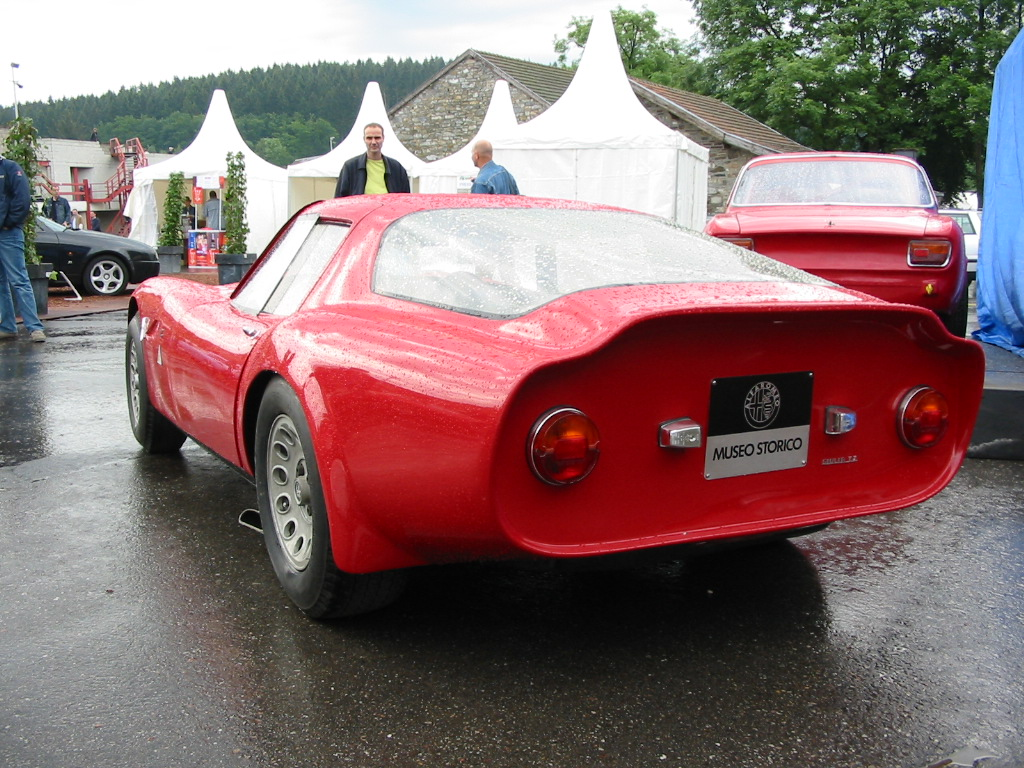
TZ2, вид сзади

Техническая база «Аутодельта» расположилась в городе Феллето Умберто (провинция Удине), поскольку дилерский центр Alfa Romeo, принадлежащий Chizzola, располагался в этом городе in Friuli[уточнить]. Именно здесь началась история моделей с индексом TZ — с характерным профилем задней части, который положительно влиял на аэродинамику. Giulia TZ, работа над которой началась в 1959 году и которая должна была заменить Giulietta SZ, была представлена в июне 1962 года. Планировалось, что по меньшей мере 100 автомобилей должны покинуть стапеля «Аутодельта» с целью получения омологации для гонок класса Gran Turismo. В итоге эта цифра составила 124 экземпляра Giulia TZ. Двигатель выдавал 112 л. с. при объёме 1,6 литра, а сухой вес автомобиля составлял всего 660 кг. Неудивительно, что максимальная скорость этой модели составляла 215 км/ч.
Гоночный дебют этого автомобиля состоялся в Монце, в ноябре 1963 года на «Coppa Fisa», где 4 Alfa Romeo Giulia TZ взяли 1-е место в категории прототипов. Пилотами этих машин были Lorenzo Bandini, Roberto Bussinello, Giancarlo Bagetti и Consalvo Sanesi. По категории Gran Turismo автомобили были омологированы в начале 1964 года, и в этом же году экипаж Stoddard-Kaser праздновал успех в этой категории в 24-часовой гонке в Сибринге (Калифорния) (кстати, в следующем году Giulia TZ заняла здесь весь подиум, став абсолютным лидером среди прототипов класса GT). Успех сопутствовал этой модели и в дальнейшем, а именно: в 48-й по счёту Targa Florio (экипаж Бассинелло-Тодаро, категория GT, класс «до 1600 см3»); машина заняла третье место в общем зачёте на «1000 км Нюрбургринга» (экипаж Бискальди-Фуртмайер) и в «24 часах Ле-Мана» (экипаж Бассинелло-Десэрти). Giulia TZ была хороша и в ралли: французская команда Rolland-Augias положила соперников на лопатки в «Coupes des Alpes» и на «Criterium des Cevennes»; взяла второе место в общем зачёте на ралли «Tour de Corse» и первое место в своём классе в «Tour de France».

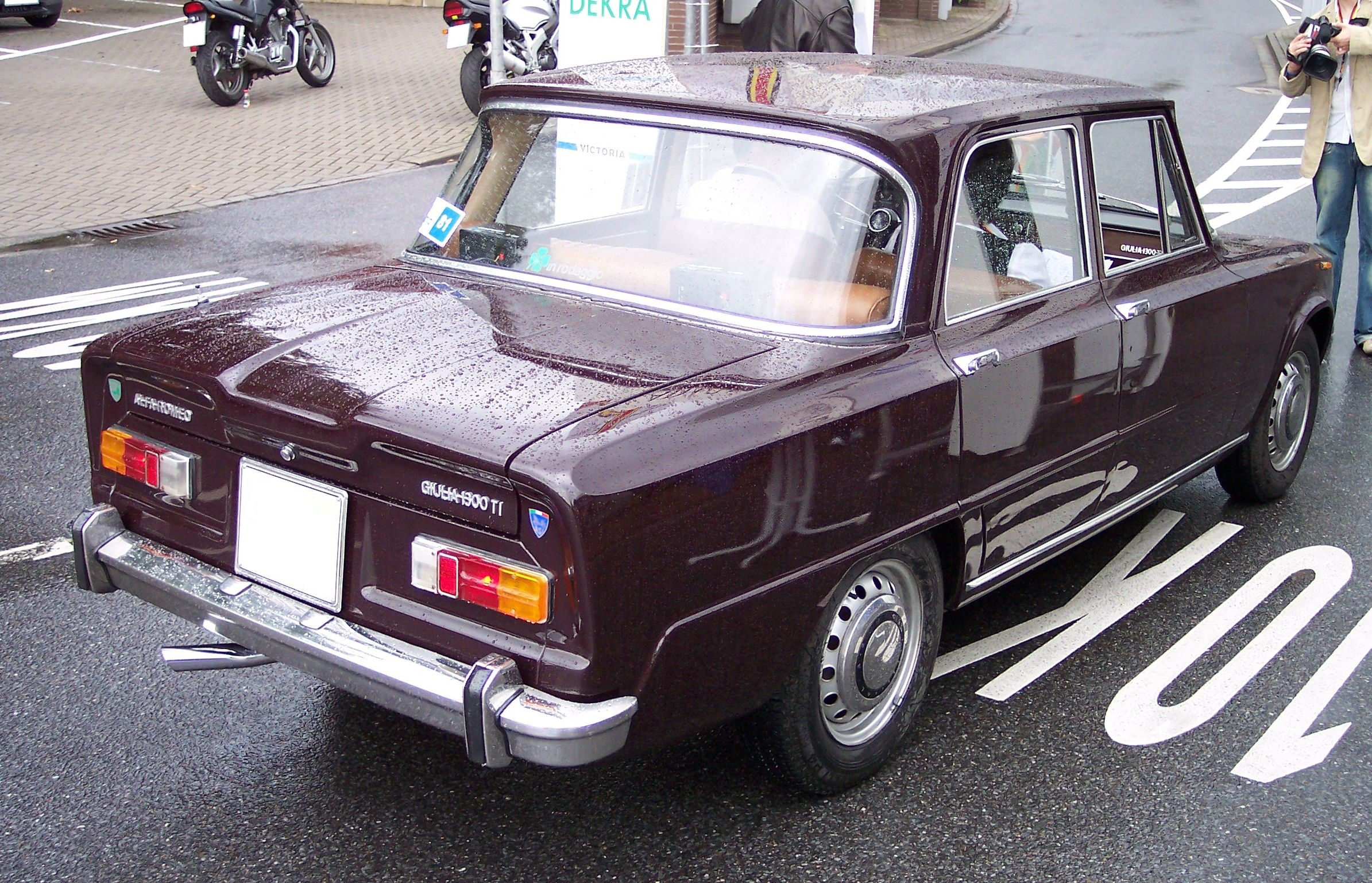
Giulia 1300 TI

Едва появившись в ралли, Alfa Romeo Giulia Ti Super (Jolly Club) немедленно заявила о себе как о силе, с которой нужно считаться: экипаж de Adamich-Scarambone успешно выступил в «Rally dei Fiori», а экипаж Cavalari-Murari — в первом из легендарных ралли «S.Martino di Castroza». В конце года Autodelta была переведена из Feletto Umberto (Udine) в Settimo Milanese, что дало компании возможность работать с Alfa Romeo более плотно. Между тем, трек, расположенный неподалёку — в Балокко, позволял заниматься тестово-доводочными работами с любым гоночным автомобилем. Дело в том, что трасса в Балокко создавалась с учётом конфигурации изгибов и прямых практически всех основных кольцевых гоночных трасс мира (основные повороты в Lesmo, секции «колец» Зольдер, Зандвоорт, Ле Ман и др.) Это место не поменялось с того времени, когда прототипы и стандартные модели, проходившие здесь тесты, назывались «Alfa Romeo mixed» («коктейль Alfa Romeo»?). Вы до сих пор можете посмотреть изначальную усадьбу Bella Luigina и прилегающие к ней мастерские Autodelta, где гоночные версии Alfa Romeo проходили инспекцию. Даже палатка, где фиксировалось время прохождения круга, и сейчас стоит на своём месте.
1965 год также был весьма результативным. Его кульминацией стала полная победа Giulia TZ в 6-часовой гонке в Мельбурне (с Roberto Bussinello за рулём) и в Giro d’Italіас с экипажем, состоящим из Андреа де Адамик и Franco Lini.
В том же 1965 году на мотор-шоу в Амстердаме, а позже — на автосалоне в Женеве, была представлена Alfa Romeo Giulia GTA. Это была модификация, предназначенная именно для гонок; она была построена на базе Giulia GT, которая была запущена в производство двумя годами ранее. Литера «А» (от «alleggerita», то есть «облегчённая») указывает на то, что конструкторы добились существенного снижения массы автомобиля — по сравнению со стандартной моделью эта разница составляла 205 кг. Такой высокий результат был достигнут за счёт применения легкосплавных кузовных панелей, которые жёстко крепились к каркасу без использования обесшумливающих панелей.
Благодаря этой технологии гоночная версия весила всего 700 кг. Основным отличие от гражданской версии (normal model) был двигатель с двумя свечами на цилиндр. Поэтому в то время, как дорожная версия Giulia развивала мощность 115 л. с. при 6000 об/мин и обладала максимальной скоростью на уровне 185 км/ч, гоночная модификация располагала 170 л. с. при 7500 об/мин и максимальной скоростью 220 км/ч.
Эта 1600-кубовая модель на протяжении 3 лет — с 1966 по 1968 год — выиграла Кубок Европейских Производителей и Кубок Пилотов («Drivers Challenge») с Андреа де Адамик в 1966 и 1967 годах, а также со Spartaco Dini в 1968.
К тому же, на этом автомобиле в 1967 году Ignazio Giunti выиграл European Mountain Championship. Вообще, этот период принёс GTA просто бесчисленное количество побед — как в Старом Свете, так и в США и странах Южной Америки. Среди этого «победного изобилия» наиболее ценными считаются 1-е, 2-е и 4-е места в общем зачёте в 6-часовой гонке на Нюрбургринге в 1967 году, а также 1-е и 2-е места в общем зачёте в гонке на 250 миль в Castle Rock-Colorado.
В 1966 году Giulia GTA выигрывает главный раллийный титул: Arnaldo Cavalari и Dante Salvay привозят домой Mitropa Cup. В том же году Autodelta входит в состав Alfa Romeo на ассоциированных правах: во главе нового подразделения стоит Карло Кити, с этого момента Autodelta отвечает за подготовку гоночных Alfa Romeo и является своеобразным «отделом развития» миланской фирмы.
В 1967 году был создан прототип Giulia GTA, оснащённый турбонаддувом — машина предназначалась для участия в соревнованиях «по 5-й группе». Двигатель, разработанный Autodelta, сочетал в себе 2 соосных компрессора центробежного типа. Каждый из компрессоров имел одну турбину, которая также приводилась в движение соосным масляным насосом, который в свою очередь приводился от двигателя посредством цепи. Другим весьма прогрессивным решением, применённым в конструкции мотора было то, что для оптимизации сгорания рабочей смеси вода подавалась форсунками непосредственно в камеру сгорания — таким образом достигался нужный температурный режим, делавший сгорание топливной смеси наиболее эффективным; это решение применяют в гоночных моторах и сейчас. Благодаря высокому уровню инжиниринга пиковая мощность в итоге достигла 220 л. с.; во время тестов в Балокко эта версия называлась SA (от итал. «sovraalimentata»; более привычный термин — «superchargered») и достигла максимальной скорости 240 км/ч. Эта машина с немецким пилотом Dau выиграла 100-мильную гонку в Хоккенхайме.

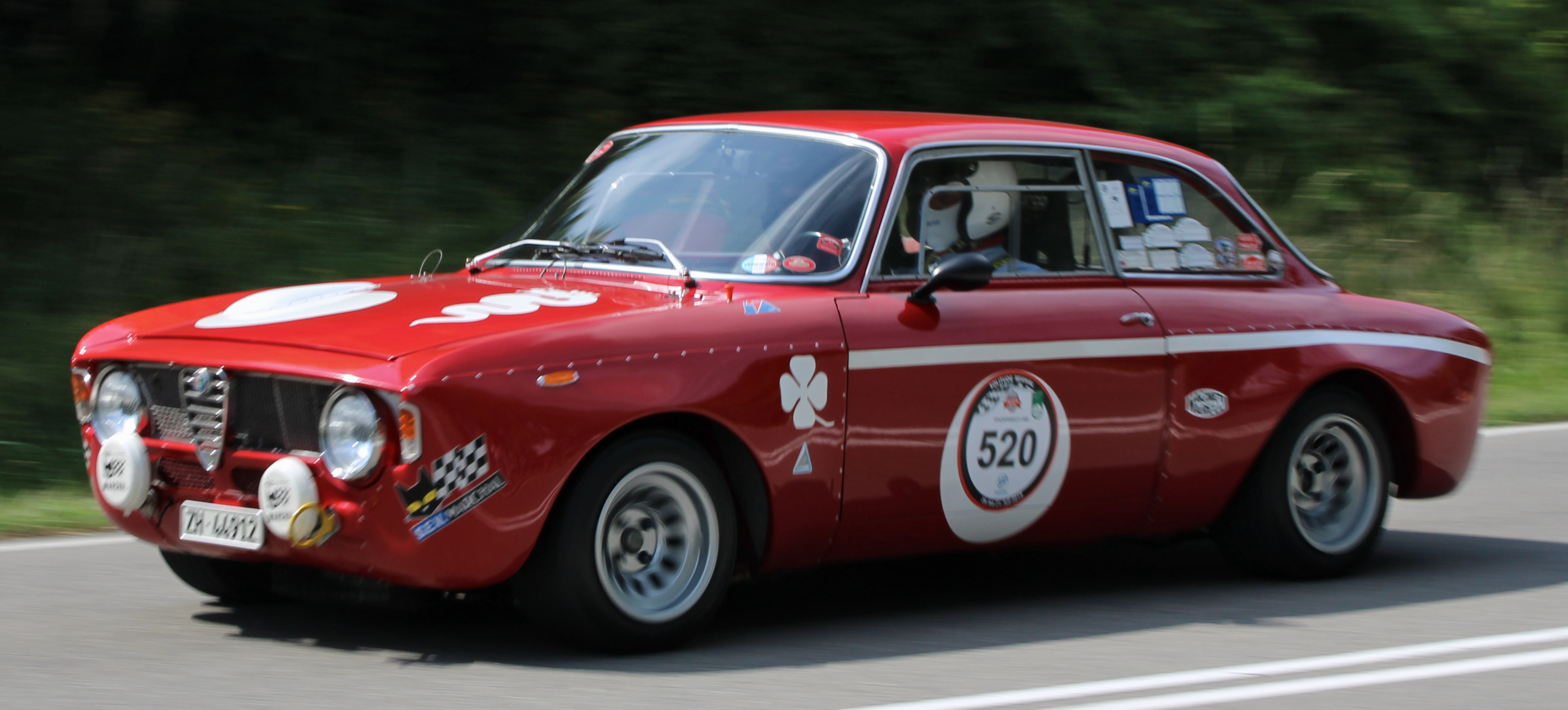
GTA 1300 Junior

Динамичная 1300-кубовая версия этой модели была выпущена в 1968 году в ответ на запросы обычных покупателей. Модель, известная под индексом GTA 1300 Junior Autodelta, в гонках была воистину неудержимой — этот автомобиль доминировал в своём классе на протяжении 4 лет. Благодаря особенностям системы начисления очков, этой модели удалось без труда выиграть Европейский чемпионат в 1971 и 1972 годах. Общее число выпущенных GTA 1300 Junior составило 447 единиц; гоночные версии, прошедшие доводку в Autodelta, развивали мощность 160 л. с. при 8000 об/мин.
В 1970 году датчанин Toine Hezemans выиграл титул за рулём Alfa 1750 GT Am (буквы «Am» обозначали «Америка»), созданной на безе американской версии GT 1750 с топливной аппаратурой «Spica». Кузов получил более широкие крылья — это было сделано для того, чтобы разместить 13-дюймовые колеса «9-й» размерности впереди и «11-й» — сзади. Машина должна была противостоять таким маркам, как BMW и Ford, которые обладали существенно лучшими характеристиками, которые, впрочем, не мешали 1750 GT Am возглавлять турнирные таблицы. В 1971 году появилась версия 2000 GT Am, которая сразу же стала диктовать на трассах свои условия. В 1970 году машина преподнесла сюрприз, выиграв 24-часовую гонку на автодроме Спа-Франкоршам и Coupe du Roi в командном зачёте. Причём, свой успех команда повторяла в течение следующих 7 лет — вплоть до 1976 года.
Было построено около 40 автомобилей с индексом GT Am.

## Спорт-прототипы
Кроме создания мощных версий дорожных моделей и гоночных автомобилей категории Touring, «Autodelta» также занималась созданием машин в категории спорт-прототипов.
Решение заняться этим родом деятельности созрело в 1964 году, а в 1965 был построен первый автомобиль. Первый прототип был создан на Alfa Romeo, после чего переправлен на фабрику Autodelta для дальнейших доработок и внесения изменений в конструкцию машины в соответствии с требованиями производителя. В подкапотное пространство машины очень удачно вписался 4-цилиндровый мотор от модели TZ2. Это стало основной предпосылкой для начала разработки 2-литровой V-образной «восьмёрки». И этот прототип был первой Alfa Romeo, который был скомпонован следующим образом: заднерасположеный двигатель в блоке с коробкой передач, с приводом на заднюю ось. При создании шасси использовались воздухоплавательные технологии: несущий элемент состоял из 3-х алюминиевых трубок диаметром 200 мм каждая; соединяясь между собой, они представляли собой асимметричную букву «Н» — это было сделано с целью размещения в получившемся пространственном каркасе резинового топливного бака. Результат проделанной работы известен нам под индексом «33/2»; машина весила всего 580 кг и обладала мощностью в 270 л. с., что позволяло этой версии достигать максимальной скорости в 298 км/ч.
Дебют автомобиля состоялся 12 марта 1967 года, и он сходу выиграл заезд на время на трассе для триала во Fleron. Позже, в 1969 году, эта модель принимала участие в Международном Кубке Автопроизводителей; она же отличилась на 24 часах Дайтоны (когда Vaccarella & Schutz взяли 1-е и 2-е места в 2-литровом классе) и в Targa Florio. В 1968 году «33/2» выиграла 15 различных наград в 6 гоночных категориях. Из них наиболее запомнившиеся победы — это те, что были одержаны на треках Валлелунга, Мугелло и Имола, не говоря уже о трёх первых местах в своём классе в 24 часах Ле-Мана. В Австралии Alfa Tasmania (как и Brabham, оснащённая двигателем от «33», объём которого был доведён до 2,5 литров) благодаря мощности в 315 л. с., которая достигалась мотором на 8800 об/мин, одержала 4 победы, без малейшего шанса для противников. В следующем, 1969 году, «33/2 литра» взяла в общей сложности 14 первых мест, два вторых места, и порядка 13 побед в своём классе.
Было построено 30 гоночных экземпляров; кроме того в период с ноября 1967 по март 1969 года дополнительно собрали 18 единиц дорожных Coupe, дизайн которых был разработан в Турине by Franco. Это была самая быстрая из всех Alfa Romeo, что были выпущены к тому моменту: благодаря 8 цилиндрам 2-литрового мотора 230 л. с. могли разогнать «33» до скорости более чем 260 км/ч. Однако, высокая цена (в Италии — 9.700.000 лир) обусловила весьма ограниченный спрос, но в то же время возвела эту модель в ранг настоящего «dream car»: этот автомобиль с точки зрения выбора и сейчас является воплощением мечты многих. Его кузов изготовлен из листов материала Peraluman толщиной 1 мм, что позволило создать автомобиль весом всего 700 кг.
Возвращаясь на гоночные трассы, нужно отметить, что 33/3 позволил Alfa Romeo снова начаться борьбу за звание лидирующего производителя авто со спортивным характером. Собственно, цифра «3» в обозначении «33/3» отражала как эволюцию модели, так и непосредственно объём мотора, который составлял именно 3 литра. По сравнению с версией «33/2» шасси отличалось тем, что пространственная трубчатая рама была частично изготовлена из титана. Новый мотор, которым оснащалась Alfa 33/3 развивал уже 400 л. с. при 9000 об/мин; 6-ступенчатая коробка передач была подвешена за задними колёсами, а кузов был открытым. Впервые автомобиль показали широкой общественности весной 1969-го, и в течение этого года модель была непобедима в Цельтвеге (Австрия) и Enna (на Сицилии). В 1970-м «33/3» пришла второй в 500-километровой гонке в Имоле и в 1000-километровом марафоне на трассе Цельтвег. В 1971 году мощность двигателя была доведена до 420 л. с. Коробка передач в своём прежнем виде была для такой мощности уже откровенно слабой и потому была заменена новым 5-ступенчатым агрегатом. Диаметр передних шин был уменьшен — до 13 дюймов, а вес снижен с 700 до 650 кг.
Результаты не заставили себя долго ждать. В 1971 году «33/3» под управлением de Adamich-Pescarolo взяла 1000 км Брэндс-Хэтча, Targa Florio с экипажем Vaccarella-Hezemans, и гонку 6 часов Уоткинс-Глен (Watkins Glen 6 Hour) вновь с de Adamich-Pescarolo. Эти успехи и достижения в других гонках и соревнованиях позволили Alfa Romeo занять второе место в табели о рангах Мирового Кубка среди Автопроизводителей.
В этот период департамент дизайна Autodelta не почивал на лаврах: к концу 1970 года они уже подготовили новую версию «33», в основе которой лежала трубчатая рама из алюминиевого сплава — эта версия известна нам как «33/3 ТТ». Это был один из первых автомобилей с компоновкой «cab forward» — когда салон автомобиля расположен близко к передней оси, из-за чего силуэт авто приобретает соответственные черты. В 1972 году, после длительного периода тестов, эта машина заняла второе место в Кубке Производителей.
Однако, в тот период «33» не могла добиться более существенных успехов. Абсолютных кондиций автомобиль достиг тогда, когда к великолепно настроенному шасси добавили 500-сильный 12-цилиндровый оппозитный мотор производства Autodelta: этот шаг позволил добиться практически полного доминирования на гоночных трассах. «Багаж» этой модели составляют 7 побед в восьми гонках включая: в Дижоне, в Монце, на Нюрбургринге с Arturo Merzario и Jaques Laffite; в Спа-Франкоршам, Цельтвеге, и Уоткинс-Глен c Henry Pescarolo и Derek Bell; в Pergussa — вновь с Merzario — одновременно с Jochen Mass. «33ТТ12» была построена всего в 6 экземплярах.
Через некоторое время основные соперники Alfa Romeo очнулись от оглушительного удара, который нанесла им эта итальянская марка, однако, уже в 1977 году Alfa вернула себе титул — с помощью модели 33 SC 12, на которой Arturo Merzario & Vittorio Brambilla выиграли все 8 календарных гонок. Но кроме того, что 33 SC 12 взяла Кубок Производителей, на её счету значится так же набор из 12 рекордов на основных европейских гоночных трассах: от средней скорости в 144,225 км/ч на малом кругу Поль Рикар до не менее впечатляющих 203,820 км/ч на трассе в Зальцбурге (Австрия) (вновь речь о средней скорости прохождения трассы).
Самый первый турбированный двигатель V12 Alfa Romeo появился именно на этой машине. В это же время Renault представила формульный турбированный 1,5-литровый мотор. Но если турбомотор Renault обслуживался одним нагнетателем, то альфовский V12 Turbo имел более высокие показатели, поскольку каждый ряд цилиндров имел свою турбину. Подобный шаг, который поначалу казался приветом из далёкого будущего, уже на следующий год был повторен целым рядом автопроизводителей. Интересно, что двигатель 33 SC 12 развивал при 12000 об/мин 520 л. с. Двигатель 33 SC 12 biturbo KKK позволил победить, появившись в Зальцбурге в первый раз, что неудивительно: при 11000 об/мин мощность составляла 640 л. с.!

## Формула-1
Alfa Romeo вернулась в Формулу после длительного перерыва — в 1950 и 1951 годах чемпионат выиграли Фарина и Фанхио, соответственно, а тихое возвращение в Формулу-1 состоялось в 1976 году (болид Martini-Brabham BT 45, оснащённый мотором Alfa Romeo, был представлен прессе на полигоне в Балокко 26 октября 1975 года). Сотрудничество Alfa и команды Берни Экклстоуна Brabham осуществлялось при непосредственном участии Autodelta, которая поставляла 12-цилиндровый «боксёр» от 33 ТТ12, прекрасно вписавшийся в конструкцию гоночной машины. В 1978 году англо-итальянская конюшня с болидом ВТ 46 благодаря стараниям Ники Лауды победила в Гран-при Швеции и Италии.
В 1979 году представила «ВТ 48», которому отлично подошла V-образная 12-цилиндровая установка с углом развала цилиндров 60 градусов. Однако, всё, чего добилась эта модификация — это победа в Имоле: Ники Лауда хоть и был первым, но одной победы было слишком мало для того, чтобы бороться за чемпионский титул. Формульный болид, разработанный Alfa Romeo, появился 13 мая 1979 года — в Zolder, накануне Гран-при Бельгии; за рулём был Bruno Giacomelli. Болид, получивший индекс 177, проехал лишь одну эту гонку, после чего его заменила модель «179» (эта модификация защищала цвета команды с Гран-при Канады 1979 года до 1981 года), а затем — «182» (версия 1982 года). Наивысшее достижение этих гоночных автомобилей — это 2 третьих места, занятые в 1981 году в Лас-Вегасе Giacomelli и в 1982 году в Монако Andrea de Cesaris.
В 1982 году в Формуле-1 разрешили использовать турбомоторы, и в следующем году Autodelta представила мотор объёмом 1497 см³ — V-образная «восьмёрка» с углом развала цилиндров 90 градусов была оснащена двумя турбокомпрессорами. Турбоболид, известный как «183», выступал на трассах в цветах Euroracing; грамотное управление командой позволило Andrea de Cesaris занять твёрдое второе место в двух гонках — в Германии и в Гран-при Южной Америки. В 1984 году Riccardo Partese взял третье место в Гран-при Италии. Формульная история Alfa Romeo закончилась в 1985 году — последним болидом был «185Т». Тем не менее, альфовские моторы продолжали использоваться в болидах Osella.

## Монокубки

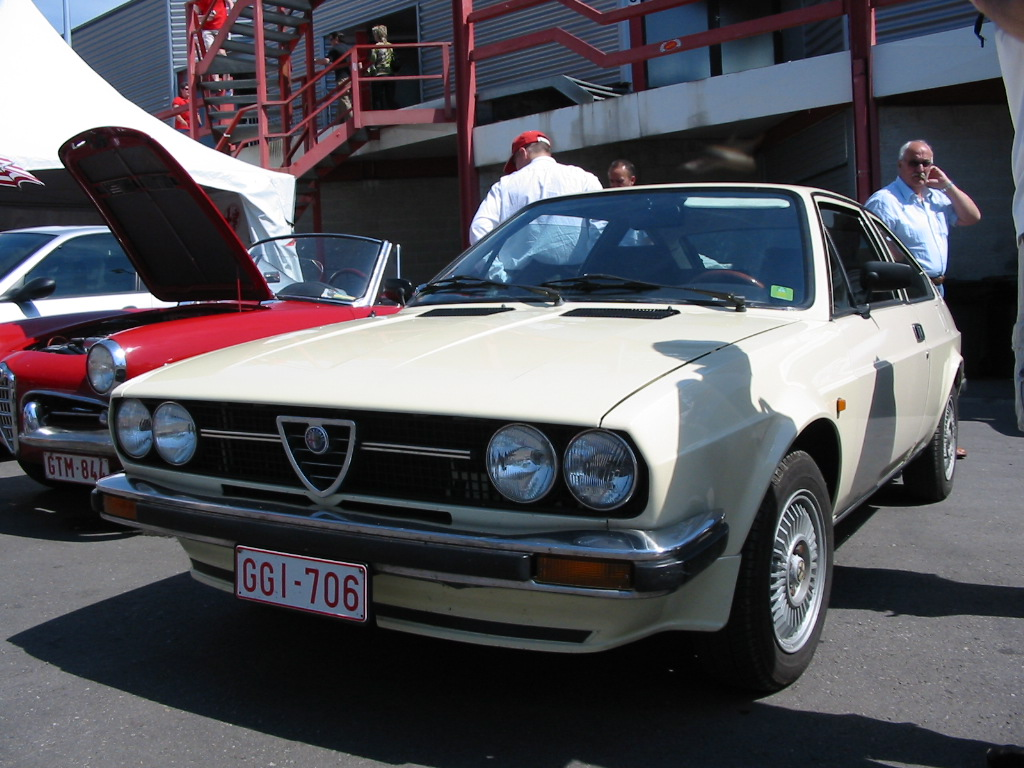
Alfa Romeo Alfasud Sprint

В 1976 году Alfa Romeo организовала монокубок, в котором награды были разыграны между пилотами Alfasud Ti; автомобили были нестандартными — специальные кит-комплекты были разработаны Автодельтой. Получившаяся гоночная модификация оказалась настолько удачной, что подобные монокубки были организованы в целом ряде европейских стран, и с 1977 года европейскому кубку Alfasud был присвоен статус чемпионата; в первом из них победу одержал Gerard Berger. В 1981 году на смену Alfasud Ti пришла модель Sprint.
Autodelta играла заметную роль и в Формуле-3, где подготовленные ею 2-литровые моторы Alfa Romeo были приняты на вооружение рядом команд, которые и выигрывали большую часть соревнований. Среди пилотов, использовавших этот мотор (ведущий свою родословную от двигателя Alfa Romeo Alfetta) был Michele Alboreto.

## Ралли

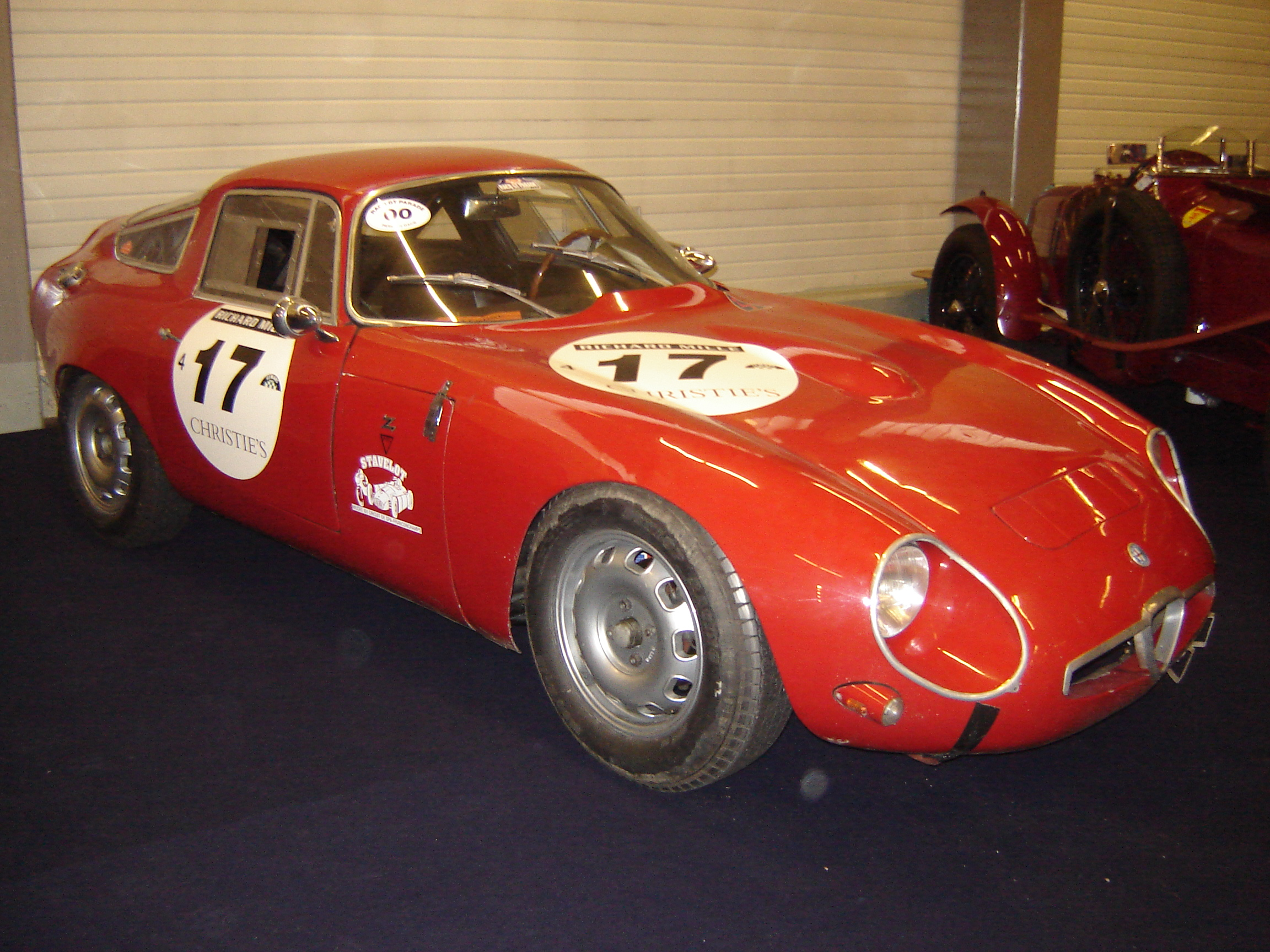
Alfa Romeo Giulia TZ1

Гораздо раньше, ещё когда Autodelta делала первые шаги, немало пилотов, севших за руль Alfa Romeo Giulia Ti Super (Jolly Club) и Alfa Romeo TZ достигали значительных успехов в международных ралли. Наиболее престижный результат — это победа в Mitropa Cup в 1966 году; её одержала команда в составе Arnaldo Cavalari & Darte Salvay, которые выступали на Alfa Romeo Giulia GTA.
В конце 1960-х ралли на некоторое время исчезло из автоспортивных календарей Alfa Romeo; эта дисциплина «воскресла» в 1974 году: честь марки тогда стала отстаивать Alfa Romeo Alfetta saloon. Luciano Trombotto выиграл соревнования по Группе 2 (подготовленные модели Touring) — причём, сделал это сразу после появления модели в гонках; это было на ралли Sn Marino di Castrozza, которое являлось этапом Европейского Чемпионата по Ралли. В следующем году эстафету подхватила Alfetta GT, которая одержала победу в важнейшей для общего зачёта гонке — Elba Rally; тогда машину вёл Amilcare Ballestrieri. В 1978 году Mauro Pregliasso & Vittorio Reisoli выиграли Группу 2 в Итальянском национальном чемпионате — так же на Alfetta GT. Позже победы в классе одерживали Leo Pitoni и француз Jean Claude Andruet, которые занимали второе место (в общем зачёте) на гонке Tour de Corse, которая была этапом чемпионата мира по Ралли; автомобилем, позволившим достичь этого успеха, была облегчённая Alfetta с расположенной позади двигателя коробкой передач и 13-дюймовыми колёсами.
Гражданские версии Touring и специально подготовленные версии Alfasud также достигали внушительных результатов. Основной из них — это результат, который показали француз Beltrand Balas на совершенно стандартном автомобиле категории Touring (Group N) в Ралли Монте-Карло в 1982 году.

## Пилоты
Далее приводится список пилотов, когда-либо принимавших участие в гонках с фирменным синим треугольником на груди:
Лоренцо Бандини, Roberto Buzinello, Джанкарло Багетти, Consalvo Sanesi, Андреа де Адамик, Franco Lini, Roberto Bussinello, Spartaco Dini, Armando Cavallari, Dante Salvay, Жак Лаффит, Jean Claude Andreut, Жан Тодт, Марио Андретти, Van Lennep, Toine Hezemans, Жаки Икс, Vick Eldfor, Эмерсон Фиттипальди, Хельмут Марко, Peter Revson, Jackie Oliver (основатель команды Arrows), Nanni Galli, Hans Stuck, Джон Уотсон, Ники Лауда, Carlo Facetti, Teodoro Zeccoli, Gianluigi Picci, Nini Vaccarella, Massimo Larini, Luigi Rinaldi, Патрик Депайе, Umberto Grano, Vincenzo Gazzago, Анри Пескароло, Рольф Штоммелен, Jean Pierre Jarier, Артуро Мерцарио, Витторио Брамбилла, Дерек Белл, Ignazio Giunti, Бруно Джакомелли, Giorgio Francia, Ertl, Йохен Риндт, Udo Shutk, Андреа де Чезарис, Риккардо Патрезе, Герхард Бергер, Микеле Альборето, Luciano Trombotto, Amilcare Ballestreri, Йохен Масс, Mario Casoni Lucien Bianchi, Sandro Munari, Ada Pace, Mauro Pregliasco, Vittorio Reisoli, Maurizio Verini, Leo Pittoni, Beltrand Balas, Federico Ormezzano, Claudio Berro.

## Основные победы, добытые на TZ1 и TZ2

### 1963
- Fisa Monza Cup, Lorenzo Bandini (class)

### 1964
- Sebring 12 hour race, Stoddard-Kaser (class)
- Targa Florio, Bussinello-Todaro (class)
- Nurburgring 1000 kilometres, Biscaldi-Furtmayr (class)
- Le Mans 24 Hour, Bussinello-Deserti (class)
- Coupe des Alpes, Rolland-Augias (overall)
- Tour de France, Rolland-Augias (class)

### 1965
- Sebring 12 hour race, Rolland-Consten (class)
- Targa Florio, Bianchi-Rolland (class)
- Nurburgring 1000 kilometres, De Adamich-'Geki' (class)
- Melbourne 6 Hour, Roberto Bussinello (overall)
- Mugello Circuit, Carlo Zuccoli (class)
- Giro d’Italia, De Adamich-Lini (overall)
- Criterium delle Cevennes, Rolland-Augias (overall)
- Rallye de Geneve, Rolland-Augias (class)
- Coupe del Alpes, Consten-Hebert (class)
- Olon-Villars, Ramu Caccia (class)
- Palermo-Montepellegrino, Nino Vaccarella (class)
- Trento-Bordone, 'Geki' (class)
- Micangeli Trophy, Ildefonso Torriani (class)
- Popoli Time Trial, Ildefonso Torriani (overall)
- Aguzzoli Trophy, Girolamo Capra (class)
- Lumezzane Trophy, Giancarlo Sala (class)
- Fagioli Cup, 'Sangrilà' (class)

### 1966
- Nurburgring 1000 kilometres, De Adamich-Zeccoli (class)
- Sebring 12 hour race, Andrey — 'Geki' (class)
- Targa Florio, Pinto-Todaro (class)
- Nurburgring 1000 kilometres, Bianchi-Schultze (class)

## Победы, одержанные на Alfa Romeo GTA
Модели Alfa Romeo с индексом GTA за свою историю одержали немало побед. Точнее, их настолько много, что перечислить все просто невозможно, поэтому далее приводится список основных побед, которые были одержаны в период с 1966 года по 1971:
(RACE, DRIVER, CLASSIFICATION, CAR):

### 1966
- Mugello Circuit Pinto-Parmigiani II Gta
- Sebring Rinat I Gta
- Sebring De Adamich-Zeccoli III Gta
- Aspern De Adamich II Gta
- Aspern R. Businello III Gta
- Zolder Rinat III Gta
- Nurburgring De Adamich-Zeccoli I Gta
- Spa-Francorchamps Pinto-Demouillin II Gta
- Zandvoort De Adamich I Gta
- Zandvoort Galli II Gta

### 1967
- Aspern Galli I Gta
- Tourist Trophy De Adamich I Gta
- Budapest De Adamich I Gta
- Budapest Galli II Gta
- Nurburgring Bianchi-Rolland I Gta
- Nurburgring Schultze-Schuller II Gta
- Spa-Francorchamps Pinto-Cavallan II Gta
- Hockenheim Dau I Gta-Sa
- Montlhéry Pilette I Gta
- Montlhéry Trosch

### 1968
- Vienna Weber II Gta
- Zolder Demouilin III Gta
- Spa-Francorchamps Pinto-Cavallan II Gta

### 1969
- Monza Dini-Riccardone III Gta
- Nurburgring Dini-De Adamich I Gta

### 1970
- Monza Hezemans I 1750 Gtam
- Monza De Leonibus-Cabella III 1750 Gtam
- Salzburg Hezemans II 1750 Gtam
- Salzburg Dini III 1750 Gtam
- Budapest Hezemans I 1750 Gtam
- Budapest Dini III 1750 Gtam
- Brno Hezemans III 1750 Gtam
- Brno Kremer-'Finanza' III 1750 Gtam
- Silverstone Hezemans II 1750 Gtam
- Nurburgring De Adamich-Picchi I 1750 Gtam
- Nurburgring Hessel-Schuler II 1750 Gtam
- Nurburgring Zeccoli-Beckers III 1750 Gtam
- Spa-Francorchamps Pinto-Berger II 1750 Gtam
- Spa-Francorchamps Zeccoli-Facetti III 1750 Gtam
- Zandvoort Picchi I 1750 Gtam
- Zandvoort Facetti II 1750 Gtam
- Jarama Hezemans I 1750 Gtam
- Jarama Picchi II 1750 Gtam

### 1971
- Monza Hezemans I 2000 Gtam
- Monza Ertl II 2000 Gtam
- Brno Hezemans I 2000 Gtam
- Nurburgring Hezemans-Van Lenneb I 2000 Gtam
- Spa-Francorchamps Hezemans-Facetti I 2000 Gtam
- Zandvoort Hezemans I 2000 Gtam
- Paul Ricard Hezemans-Van Lenneb I 2000 Gtam

P.S. Перечисленные выше победы были одержаны в течение сезонов 1966, 1967, 1969 и 1971 годов и показывают, насколько успешными были различные версии GTA в европейском кузовном чемпионате.

## Победы, одержанные моделью «33»
(YEAR, RACE, DRIVER, CLASSIFICATION, CAR):
- 1967 Fleron Belgium T.Zeccoli I 33/2
- 1967 Mugello Circuit Florence Bianchi, Vaccarella, Galli I 33/2
- 1968 24 H Daytona Daytona Vaccarella-Schutz I 33/2
- 1968 1000 km Nurburgring Galli-Giunti I 33/2
- 1968 Mugello Circuit Florence Bianchi-Vaccarella I 33/2
- 1968 500 km Imola Imola Vaccarella-Zeccoli Giunti-Galli Casoni-Bianchi I II III 33/2 33/2 33/2
- 1968 24 Heures Le Mans Giunti-Galli Dini-Facetti Casono-Riscaldi I II III 33/2 33/2 33/2
- Sport Prototype up to 2000 cc World Makes Championship
- 1968 Ronde Cevenole France I. Giunti I 33/2
- 1969 Città di Enna Cup Vaccarella I 33/2
- 1969 Nat. Drivers' Champ P.Scooter I 33/2
- 1969 Riverside, California P. Scooter I 33/2
- 1969 Bahia 500 km, Bahia Fernandez-Pace I 33/2
- 1969 Rio 3 hour race, Rio de Janeiro C. Pace I 33/2
- 1969 Zeltweg, Austria A. De Adamich I 33/3
- 1970 Temporada, Argentina De Adamich-Courage I 33/3
- 1971 1000 km Brands Hatch A. De Adamich I 33/3
- 1971 Watkins Glen 6 hours De Adamich-Peterson I 33/3
- 1971 Targa Florio, Sicily Vaccarella-Hezemans I 33/3
- 1974 Monza 1000 km Merzario-Andretti Stommelen-Ickx De Adamich-Facetti I II II 33 TT 12 33 TT 12 33 TT 12
- 1975 Monza 1000 km Merzario-Lafitte I 33 TT 12 33 TT 12 33 TT 12
- 1975 Dijon 1000 km Merzario-Lafitte I 33 TT 12 33 TT 12 33 TT 12
- 1975 Florio Cup, Pergusa Merzario-Mass I 33 TT 12 33 TT 12 33 TT 12
- 1975 Spa 1000 km, Belgium Pescarolo-Bell I 33 TT 12 33 TT 12 33 TT 12
- 1975 Nurburgring 1000 km Merzario-Lafitte I 33/2
- 1975 Zeltweg 1000 km Pescarolo-Bell I 33/2
- 1975 Watkins Glen 6 Hours Pescarolo-Bell I 33/2
- 1975 Targa Florio, Sicily Vaccarella-Merzario I 33/2
- World Makes Championship
- 1977 Dijon 500 km Merzario-Jarier I 33 SC 12
- 1977 Monza 500 km V. Brambilla I 33 SC 12
- 1977 Vallelunga 400 km V. Brambilla I 33 SC 12
- 1977 Florio Cup, Pergusa A. Merzario I 33 SC 12
- 1977 Portugal GP, Estoril A. Merzario I 33 SC 12
- 1977 500 km Paul Ricard, Le Castellet Merzario-Jarier I 33 SC 12
- 1977 Imola 250 km, Imola V. Brambilla I 33 SC 12
- 1977 Salzburg 300 km V. Brambilla I 33 SC 12

## Раллийные достижения
- 1966 Mitropa Cup — Cavallari-Salvay — AR Giulia GTA
- 1974 Rally S. Martino di Castrozza — Trombotto — 1st Group 2 AR Alfetta
- 1975 Rally dell’Isola d’Elba Ballestrieri-Maiga 1st overall AR Alfetta GT
- 1978 Italian Championship Group — Pregliasco-Reisoli — AR Alfetta GT
- 1978 Tour de Corse Rally — Andruet-Jouhanny — 2nd Overall AR Alfetta GT
- 1982 Monte Carlo Rally — Balas — 1st Standard production touring car AR Alfasud Ti

## Формульная карьера
- 1978 Sweden — Niki Lauda (Brabham Alfa BT 46) — 1st overall
- 1978 Monza — Niki Lauda (Brabham Alfa BT 46) — 1st overall
- 1979 Imola — Niki Lauda (Brabham Alfa BT48) — 1st overall
- 1981 Las Vegas — Bruno Giacomelli (Alfa Romeo 177) — 3rd overall
- 1981 Monte Carlo — Andrea De Cesaris (Alfa Romeo 177) — 3rd overall
- 1983 Germany — Andrea De Cesaris (Alfa Romeo 183) — 2nd overall
- 1983 South America — Andrea De Cesaris (Alfa Romeo 183) — 2nd overall
- 1984 Monza — Riccardo Patrese (Alfa Romeo 184) — 3rd overall